# Jabłonka (przystanek kolejowy)
Jabłonka – zamknięty przystanek osobowy w Jabłonce na linii kolejowej nr 262, w gminie Dźwierzuty, w województwie warmińsko-mazurskim, w Polsce.